# یواس‌اس اس‌سی-۴۳
یواس‌اس اس‌سی-۴۳ (به انگلیسی: USS SC-43) یک زیردریایی بود که طول آن ۱۱۰ فوت (۳۴ متر) بود. این زیردریایی در سال ۱۹۱۸ ساخته شد.